# ناتانيل
ناتانيل هو لاعب كرة قدم برازيلي، ولد في 5 يناير 2002 في Braganey ‏ في البرازيل. لعب مع نادي كوريتيبا.